# Araneus pistiger
Araneus pistiger är en spindelart som beskrevs av Simon 1899. Araneus pistiger ingår i släktet Araneus och familjen hjulspindlar. Inga underarter finns listade i Catalogue of Life.